# بيدير بيدرسن (دراج)
بيدير بيدرسن (بالدنماركية: Peder Pedersen)‏ مواليد 3 نوفمبر 1945 في محافظة سيد دنمارك، الدنمارك - الوفاة 9 يناير 2015، كان دراج دانمركي. سبق أن شارك في دورة الألعاب الأولمبية الصيفية وفاز بميدالية أولمبية.

## الميداليات
| الميدالية | المسابقة                       |
| --------- | ------------------------------ |
| ذهبية     | الألعاب الأولمبية الصيفية 1968 |

## روابط خارجية
- بيدير بيدرسن على موقع أرشيف الدراجات (الإنجليزية)
- بيدير بيدرسن على موقع CycleBase (الإنجليزية)
- بيدير بيدرسن على موقع أوليمبيديا (الإنجليزية)